# 吳中復
吴中復（1011年—1079年），字仲庶，兴国军永兴（今湖北阳新）人，北宋官員。

## 生平
父吴仲举，曾仕南唐李煜为池阳令。吴中復與弟吴畿復同是寶元元年（1038年）进士，初任四川峨眉县令。皇祐五年（1053年）为监察御史里行。嘉祐二年（1057年）迁殿中侍御史，风节峻厉，曾弹劾宰相梁适、甲沆等权贵，仁宗以飛白體写“铁御史”赐之。改右司谏、同知谏院，升迁為户部副使。出京擔任河东都转运使，移知江宁府、成德军（今河北正定），治平元年（1064年），出守潭州，王安石有诗相赠。熙宁三年（1070年）知成都府。迁给事中，知永兴军，政治上頗保守，时河北推行青苗法，拒不执行。熙宁六年，知河阳。元丰元年（1078年）十二月卒。有子吴立礼，字节和；次子吴立本，字仁和。

## 延伸阅读
[在维基数据编辑]
 《宋史/卷322》，出自脱脱《宋史》